# Mamula

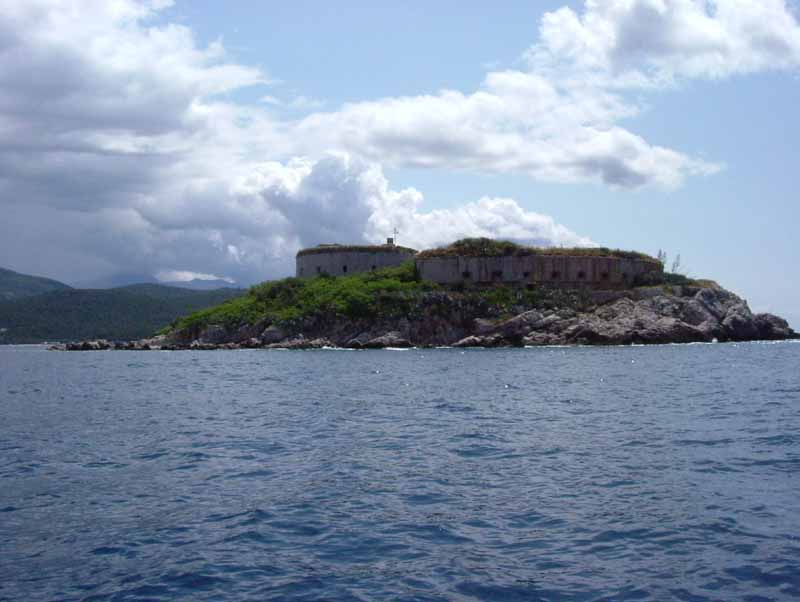
Zicht op Mamula

Mamula (ook wel: Lastavica) is een eiland in de Adriatische Zee, in het zuidwesten van de Montenegrijnse gemeente Herceg Novi. Het eiland ligt ongeveer 3,4 zeemijlen van de plaats Herceg Novi zelf, en ligt zeer strategisch bij de ingang van de Baai van Kotor, tussen de twee schiereilanden Prevlaka en Luštica.

## Over het eiland
Het eiland Mamula is cirkelvormig, en heeft een diameter van ongeveer 200 m. Op het Mamula staat een fort, gebouwd in de 19e eeuw, door de Oostenrijk-Hongaarse generaal Lazar Mamula. In de Tweede Wereldoorlog werd dit fort gebruikt door de Italiaanse Fascisten gebruikt als gevangenis, die bekendstond om zijn wrede martelpraktijken.

Het eiland Mamula wordt slechts bezocht door dagjesmensen (voornamelijk uit Herceg Novi), die met de boten aanleggen en gebruikmaken van het strand op het eiland.